# Pristomerus celebensis
Pristomerus celebensis là một loài tò vò trong họ Ichneumonidae.